# Dogon
Dogon er en folkegruppe som lever i de sydøstlige dele af Mali. Folkegruppen tæller omkring 300.000 mennesker som bor spredt i over flere hundrede byer i klippesprækkerne i Bandiagara-klippen. 
De taler forskellige dialekter af dogonsproget. Dogonerne har en fortid som slaver for muslimske stammer i regionen, og er blevet solgt som slaver af disse. Folket vandrede nordover i Afrika i 1400-tallet, men vægrede sig for at blive muslimer. De ville beholde deres egen religion og kultur. I dag er de fleste dogoner muslimer rent formelt, men har langt hen af vejen bevaret deres gamle kultur og oprindelige animistiske trosforestillinger. 
Dogonerne tror at livet opstod ud fra et lille frø, som i vibrerende eksplosioner spredte sig ud i universet. Dette genspejles som siksak-mønster i dogonernes kunst og arkitektur. Den vigtigste guddom er Amma, som skabte tvillingerne Nummo – vandets gud, og Den blege ræv – ondskabens, oprørets og frigørelsens gud. Der findes også andre religiøse myter, og dogonernes religiøse liv er præget af forfædrekult.
Dogonerne er kendt som gode håndværkere, særlig inden for træskæring.
Deres hjemsted, Bandiagara-klippen, har siden 1989 været et verdensarvminde.

## Eksterne kilder og henvisninger
- Om folket og området Arkiveret 24. juli 2012 hos  Wayback Machine
- Dogon Nommos (billeder mm) Arkiveret 5. august 2012 hos  Wayback Machine

- Wikimedia Commons har flere filer relateret til Dogon